# Lily Williams (Radsportlerin)

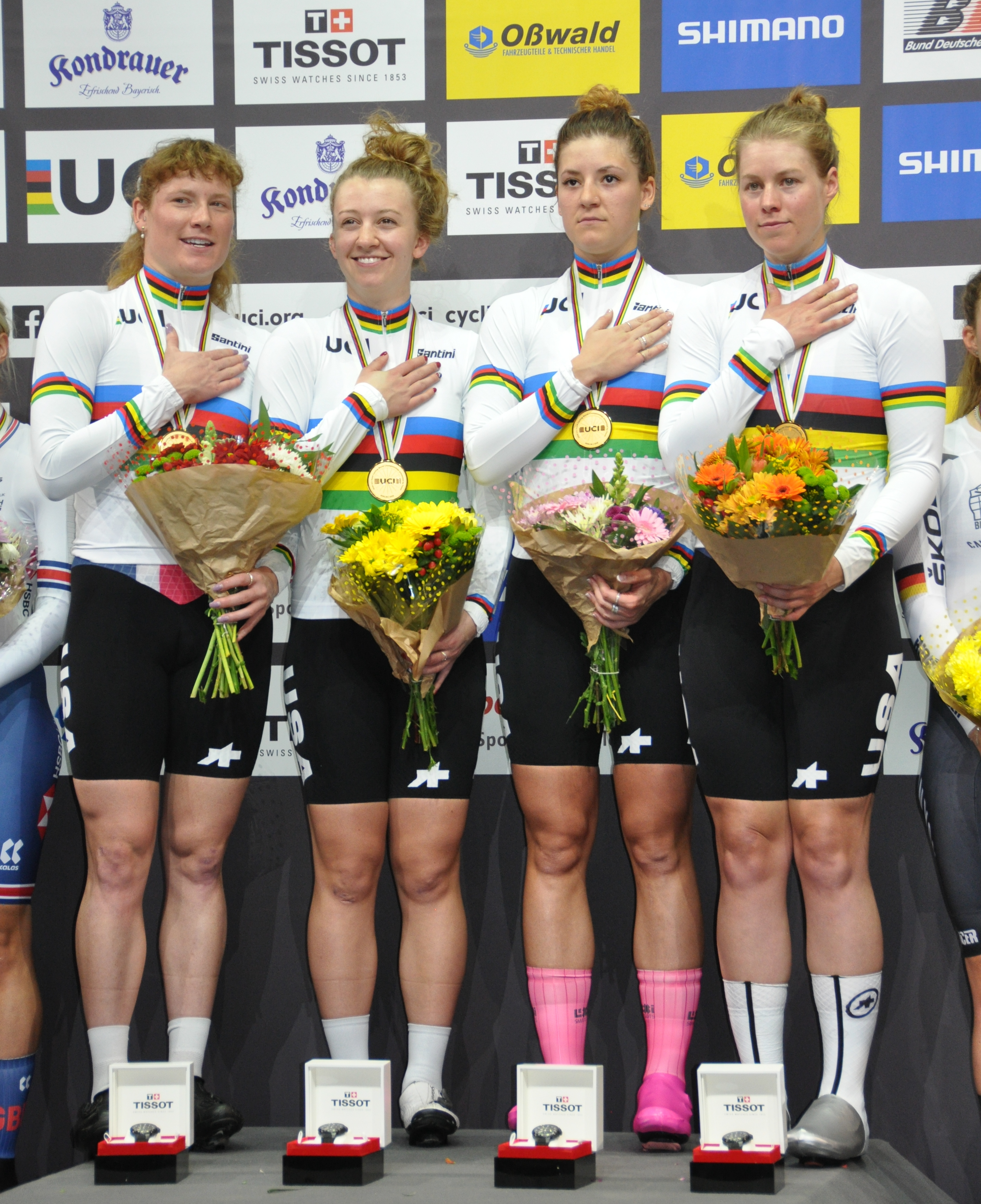
Der Weltmeister-Vierer von 2020 (v. l. n. r.): Lily Williams, Emma White, Chloé Dygert und Jennifer Valente

Lily Williams (* 24. Juni 1994 in Tallahassee) ist eine US-amerikanische Radsportlerin, die Rennen auf der Bahn und der Straße bestreitet.  2024 wurde sie Olympiasiegerin in der Mannschaftsverfolgung.

## Sportliche Laufbahn
Lily Williams begann ihre sportliche Laufbahn als Läuferin über die Mittelstrecken, auch Cross Country. So hielt sie mit 4:42 min den High-School-Rekord von Florida. 2016 machte sie ihren Abschluss in Biologie, Lateinamerikastudien und Anglistik an der Vanderbilt University. Gleichzeitig hörte sie mit dem Laufsport auf, da sie sich ausgebrannt und erschöpft fühlte.
„Aus Spaß“ und da sie jetzt mehr Zeit hatte, begann Williams, in einem Fahrradgeschäft zu arbeiten. Ein dortiger Kollege überredete sie, an einer lokalen Radsportgruppe teilzunehmen. Im Januar 2017 wurde sie Zweite der nationalen College-Meisterschaft im Cyclocross und gewann Monate später eine Etappe des Joe Martin Stage Race. Im selben Jahr machte sie ihren Master in Wissenschaftsjournalismus an der Northwestern University.
2018 erhielt Lily Williams einen Vertrag beim Radsportteam Hagens Berman. Bewusst entschied sie sich dafür, den Radsport in mehreren Disziplinen zu bestreiten: Ihre Vorbilder seien Marianne Vos, Lucinda Brand, Jolanda Neff oder Annika Langvad. Mit dem Cyclocross hörte sie jedoch nach der Saison 2028/19 auf.
2019 siegte Williams mit Kimberly Geist, Christina Birch und Chloé Dygert bei den Panamerikaspielen in der Mannschaftsverfolgung, bei den panamerikanischen Meisterschaften belegte der Vierer in anderer Zusammensetzung Rang zwei. Im Jahr darauf errang sie beim Weltcup in Milton mit Jennifer Valente, Chloé Dygert und Emma White Gold in der Mannschaftsverfolgung.
Im Februar 2020 wurde Lily Williams gemeinsam mit Valente, Dygert und White in Berlin Weltmeisterin in der Mannschaftsverfolgung. Bei den Olympischen Spielen in Tokio errang sie mit Megan Jastrab, Valente, White und Dygert die Bronzemedaille in der Mannschaftsverfolgung. Seit 2020 Mitglied im damaligen Team Rally Cycling, wandte sie sich nach dem Olympischen Spielen vermehrt dem Straßenradsport zu und nahm unter anderem an allen drei großen Landesrundfahrten teil. Das bisher wertvollste Resultat ist der dritte Platz bei Nokere Koerse 2024.
Im Juni 2024 wurde Williams für die Olympischen Spiele in Paris nominiert. Dort gewann sie mit dem Team die Goldmedaille in der Mannschaftsverfolgung. Im Madison verpasste sie gemeinsam mit Jennifer Valente als Vierte nur knapp die Medaillenränge.

## Erfolge

### Bahn
2019
- Panamerikaspielesieger – Mannschaftsverfolgung (mit Kimberly Geist, Christina Birch und Chloé Dygert)
- Panamerikameisterschaft – Mannschaftsverfolgung (mit Kendall Ryan, Emma White und Christina Birch)

2020
- Weltcup in Milton – Mannschaftsverfolgung (mit Jennifer Valente, Chloé Dygert und Emma White)
- Weltmeisterin – Mannschaftsverfolgung (mit Jennifer Valente, Chloé Dygert und Emma White)

2021
- Olympische Spiele – Mannschaftsverfolgung (mit Megan Jastrab, Jennifer Valente, Emma White und Chloé Dygert)

2024
- Olympiasiegerin – Mannschaftsverfolgung (mit Chloé Dygert, Kristen Faulkner und Jennifer Valente)

### Straße
2017
- eine Etappe Joe Martin Stage Race

2018
- Winston-Salem Cycling Classic